# حسن صباح
حسن صباح (حسن بن علی بن جعفر صباح حمیری؛ ۴۴۵ هجری قمری / ۱۰۵۰ میلادی – ۲۶ ربیع‌الثانی ۵۱۸ / ۱۲ ژوئن ۱۱۲۴) بنیان‌گذار دولت اسماعیلیان الموت در فلات ایران و حجت امام و داعی بزرگ مذهب اسماعیلیهٔ نزاری بود. او در خانواده‌ای شیعهٔ دوازده امامی در قم زاده شد. پدرش، علی بن محمد بن جعفر صباح حمیری، از اهالی کوفه بود، اما ادعا داشت که نسبش به حمیری یمنی می‌رسد. او بنیان‌گذار فرقه‌ای است که حشاشین خوانده می‌شود. اولین فرقه‌ای که اقدام به رسیدن به اهداف خود توسط ترور کردند و اصطلاح اسسین به معنی تروریزم از نام این فرقه گرفته شده است.
حسن در ری به عنوان شیعهٔ دوازده امامی تعلیم یافت، اما پس از آشنایی با امیره ضراب و ابونصر سراج به مذهب اسماعیلی گروید و مورد توجه عبدالملک بن عطاش، داعی بزرگ عراق عجم، قرار گرفت. تا پیش از سی سالگی، وی با سفر به مصر تحصیلات خود را کامل کرد و از اوضاع خلافت فاطمیان آگاه شد. حسن صباح پس از بازگشت از مصر به عنوان حجت امام در فلات ایران به تبلیغ و ترویج اصول مذهب اسماعیلیه و اندیشه‌های آزادی‌خواهانه دست زد. او به نقاط مختلفی از جمله گرگان، ساری و دماوند رفت. وی در ۴۸۳ ه‍.ق / ۱۰۹۰ م. الموت را به عنوان مرکز اسماعیلیه در ایران برگزید تا از آنجا اسماعیلیان ایرانی را رهبری کند. او پس از تصرف قلعهٔ الموت، اقدام به تصرف دژهای مناطق مختلف ایران از جمله شاهدژ، قهستان، لمسر کرد، تا با توجه به موقعیت استراتژیک و خاص دژها برای دفاع در مقابل امپراتوری سلجوقی و همچنین سهولت کار برای ترویج مذهب اسماعیلیه، از آن‌ها بهره‌برداری کند.
پس از درگذشت المستنصر بالله، خلیفهٔ فاطمی، در ۴۸۷ ه‍.ق / ۱۰۹۴ م. در قاهره و بروز اختلاف بر سر جانشینی وی، حسن صباح از نزار فرزند ارشد امام حمایت کرد و با به قتل رسیدن نزار توسط برادر کهترش، حسن صباح به عنوان حجت امام، رهبری نزاریان در آسیای مرکزی، ایران، عراق و شام را بر عهده گرفت و ارتباط خود را با خلافت فاطمی به‌طور کامل قطع کرد. وی حکومت اسماعیلیهٔ الموت را بنا نهاد و به ترویج افکار آزادی‌خواهانه دست زد. حسن صباح از تأثیرپذیری سلجوقیان در امر مشروعیت از خلافت بنی عباس و سیاست اقطاع و طبقه‌بندی زمین‌ها ناراضی بود و با تمام نیرو به مقابله با آن‌ها برخاست. او درگیری‌هایی با ملکشاه، برکیارق، سنجر و محمد یکم داشت. در دورهٔ وی خواجه نظام‌الملک جان خود را بر سر ستیز و تعصب با اسماعیلیه گذاشت.
حسن صباح از علوم مختلف از جمله فلسفه، هندسه، نجوم و سیاست آگاهی داشت. وی دائماً مشغول نوشتن کتاب و مطالعه بود. کتاب فصول اربعه و مقدمهٔ کتاب سیدنا از نوشته‌های صباح است. وی دعوت جدید اسماعیلیه را در برابر دعوت فاطمیان موسوم به دعوت قدیم ایجاد کرد. او در ۵۱۸ ه‍.ق / ۱۱۲۴ م. در حالی از دنیا رفت که لرزه بر اندام قدرتمندترین رهبران جهان انداخته بود. او دو پسر داشت که هر دو را به جرم تخلف از اصول دین قصاص کرد؛ یکی را به جرم نوشیدن شراب و دیگری را به جرم دخالت در قتل داعی حسین قائنی که پس از مدتی مشخص شد نقشی در آن ماجرا نداشته است. این عمل صباح نشانگر عزم راسخ و همت شامخ او پیرامون اصول دینی است. صباح قبل از مرگ خود کیا بزرگ امید را از لمسر فراخواند و او را به عنوان جانشین خود معرفی کرد. مقبرهٔ حسن صباح تا سال ۶۵۴ ه‍.ق / ۱۲۵۶ م. پابرجا بود و از زیارتگاه‌های نزاریان به‌شمار می‌آمد تا سرانجام به دست مغولان ویران شد.

## شرایط دینی و سیاسی
نیمهٔ دوم سدهٔ پنجم قمری رخدادهای مهمی از جمله تثبیت و اوج قدرت امپراتوری سلجوقیان در ایران، غلبهٔ طغرل سلجوقی بر آل بویه، تلاش‌های آلپ ارسلان و ملکشاه در گسترش و تقویت حکومت سلجوقیان، شکوفایی دوبارهٔ خلافت عباسی در بغداد، خلافت طولانی‌مدت المستنصر بالله فاطمی در قاهره و جدایی دو شاخهٔ مستعلوی و نزاری مذهب اسماعیلیه را دربرمی‌گیرد. از خصوصیات بارز این دوره می‌توان به تحکیم مباحث فقهی، زوال علوم عقلی، گسترش تضادهای مذهبی بین مذاهب اسلامی، تأثیر چشم‌گیر نهاد وزارت در سلطنت و خلافت به ویژه به دوران وزارت خواجه نظام‌الملک طوسی اشاره کرد.

### سلجوقیان

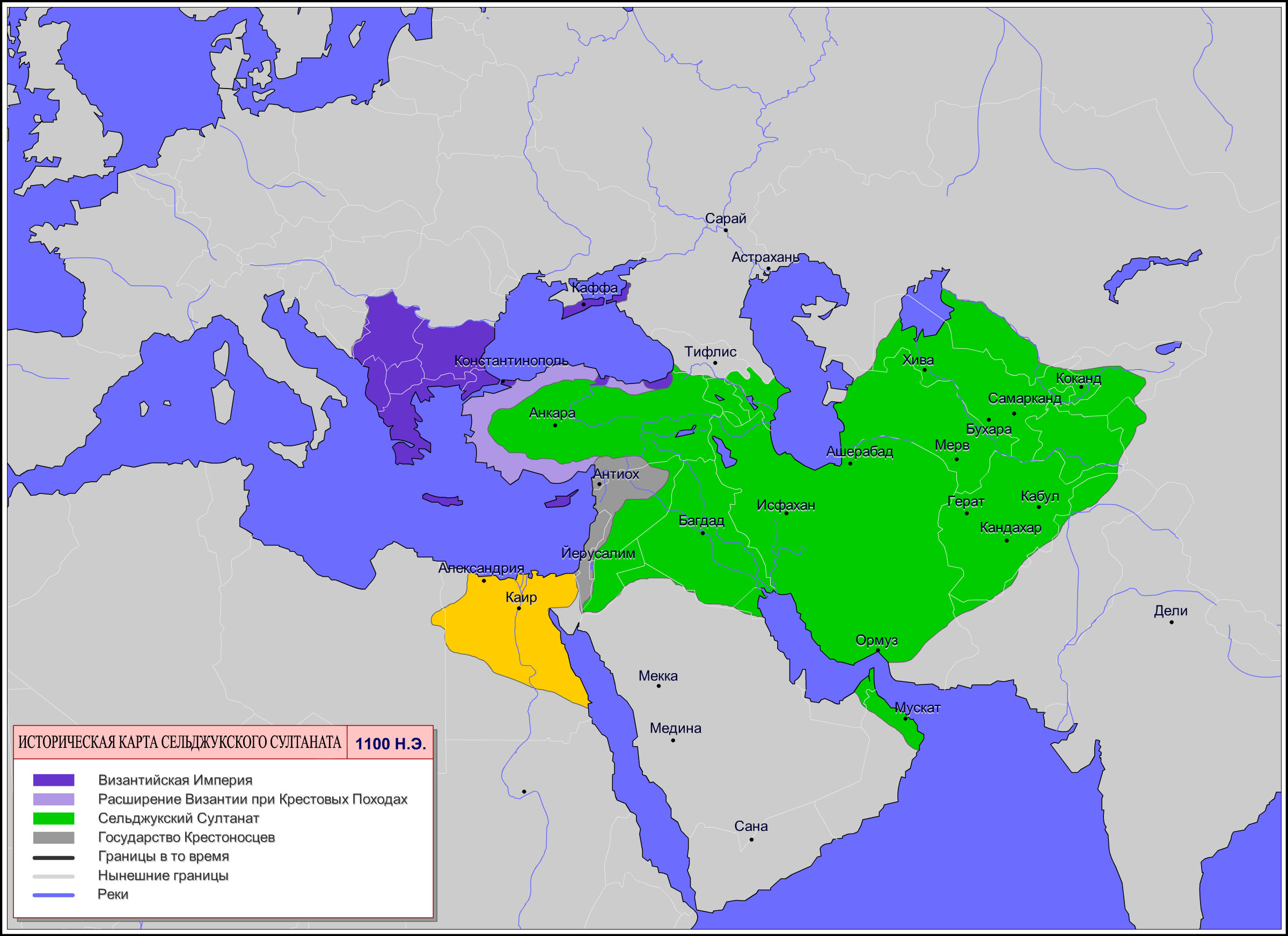
گستره قلمرو سلجوقیان (سبز)، فاطمیان (زرد)، صلیبیون (خاکستری) و امپراتوری بیزانس (سرمه‌ای) در ۴۹۳ ه‍.ق/ ۱۱۰۰ م

در اوایل سلطنت طغرل القائم بامرلله، خلیفهٔ عباسی، به شدت در معرض فشار صاحب‌منصبانی همچون ارسلان بساسیری، سپهسالار ترک، که حامی المستنصر بالله بود، قرار گرفت و به همین سبب از طغرل‌بیگ درخواست کمک کرد. طغرل نیز با تصرف غرب ایران تا بین‌النهرین، القاب بزرگی همچون «سلطان المعظم و ملک المشرقین و محی الاسلام»، «معین الامام و یمین خلیفه الله» را توسط خلیفهٔ عباسی دریافت کرد. طغرل پیش از مرگ خود فرزند برادرش چغری‌بیگ، سلیمان، را به جانشینی برگزید ولی ادارهٔ قلمرو سلجوقی نیازمند حاکمی قدرتمند بود. به دنبال این انتخاب شماری از رجال قزوین به نام ابوشجاع آلپ ارسلان محمد خطبه خواندند و نظام‌الملک هم که ستارهٔ بخت خود را در به قدرت رسیدن وی می‌دانست، تلاش کرد تا آلپ ارسلان به حکومت برسد. زمانی که وی قدرت را به دست گرفت، رسولی نزد خلیفه فرستاد تا سلطنت او را تأیید کند؛ همچنین ارسلان خاتون، که بیوهٔ طغرل و دختر القائم بود، را به خانه بازگرداند. پس از مدتی خلیفه او را «فرزند معتمد» خواند و در ۴۵۶ ه‍.ق / ۱۰۶۴ م. به او لقب «عضدالدوله» داد. در این دورهٔ ۳۰ ساله شکوفایی فرهنگی، فکری، تجاری، کشاورزی و… را می‌توان دید. این دورهْ عصرِ وزارت خواجه نظام‌الملک توسی، «دولت النظامیه»، است که مشخصهٔ آن تبیین اصول مملکت‌داری با استفاده از کتاب سیاست‌نامهٔ خواجه نظام‌الملک بود. آلپ ارسلان در ۴۵۸ ه‍.ق / ۱۰۶۶ م. ملکشاه را به عنوان وارث خود برگزید. وی پیروزی‌های پدر را ادامه داد و در زمان حکومت او سلسلهٔ سلجوقی به اوج گسترش خود رسید؛ در این میان نظام‌الملک سهم بزرگی در بهبود اوضاع داشت. وی همچنین در تکاپو بود تا مذهب تسنن را در عراق و ایران احیا کند؛ همچنین مذهب و گسستی که توسط آل‌بویه ایجاد شده بود، خنثی کند. در اواخر عصر ملکشاه بود که فدائیان و اسماعیلیان در چندین ناحیهٔ قلمرو سلجوقی ظهور یافتند و با تصرف دژهای مختلف، روند بازگشت به مذهب تسنن را کند کردند و این موارد باعث درگیری طولانی‌مدت سلجوقیان و اسماعیلیان شد.

### فاطمیان
فاطمیان مصر حدود دو قرن (۹۰۹ م. / ۱۱۷۱ م) بر بخش بزرگی از شمال آفریقا، خاورمیانه و دریای مدیترانه حکمرانی کردند. آن‌ها پیشوایان مذهب اسماعیلی بودند و به گسترش علم، هنر و بازرگانی پرداختند. شهر قاهره، که مرکز خلافت فاطمیان بود، به دستور خلیفه المعز لدین‌الله (خلافت ۳۶۵–۳۴۱ ه‍.ق/۹۷۵–۹۵۲ م) ساخته‌شد؛ وی در ۶ رمضان ۳۶۲ ه‍.ق به تخت نشست. او دستور بناکردن مسجد الازهر را داد؛ همچنین در ۳۷۸ ه‍.ق / ۹۸۸ م. آن را به دانشگاه تبدیل کرد و تا اتمام دوران فاطمیان، داعیان در آن مشغول تدریس و تحصیل بودند. وی همچنین اصلاحاتی در نحوهٔ تعلیم اسماعیلیان ایجاد کرد. داعیان اسماعیلی موفق شدند پیش از سال ۳۴۷ ه‍.ق / ۹۵۸ م. حاکم سند را به کیش اسماعیلی درآورند و مولتان را به دارالهجره تبدیل کنند. در زمان ابومنصور نزار العزیزبالله (خلافت ۳۸۶–۳۶۵ ه‍.ق/۹۹۶–۹۷۵ م) فاطمیان به اوج قدرت خود رسیدند و بر سرزمین‌های مختلف از جمله شام، یمن، حجاز و شمال آفریقا تا اقیانوس اطلس تسلط یافتند.
در دوران خلافت الحاکم بامرالله (خلافت ۴۱۱–۳۸۶ ه‍.ق/۱۰۲۰–۹۹۶ م) دارالحکمه یا دارالعلم‌هایی ایجاد شد. این کانون علمی بزرگ، که مرکز نشر آثار و کتب اسماعیلی بود، با بیت‌الحکمة مأمون مقایسه می‌شد. در زمان وی اسماعیلیه به سرعت گسترش یافت و داعیان در خارج از مرزهای حکومت مشغول گسترش عقاید اسماعیلی بودند. از ابتدای سدهٔ پنجم ه‍.ق تلاش داعیان اسماعیلیه، که حامی خلافت فاطمی بودند، افزایش یافته‌بود به شکلی که در جوانی حسن صباح فعالیت داعیانی همچون ناصرخسرو قبادیانی، ابونصر (بونجم) سراج و عبدالملک بن عطاش شرق و غرب ایران را فرا گرفته‌بود.
از سال ۴۲۷ ه‍.ق المستنصر بالله، در ۷ سالگی، به حکومت رسید و به مدت ۶۰ سال خلیفه بود. به دلیل کم‌سن‌بودن المستنصر بالله، مادرش قدرت را به دست گرفت و از بدرالجمالی در جهت ادارهٔ امور یاری خواست. وی از طریق ناصر خسرو قبادیانی با سلجوقیان ارتباط برقرار کرد. پس از مرگ المستنصر بالله، پسر بدرالجمالی مانع به حکومت رسیدن پسر ارشد خلیفه شد و المستعلی را به حکومت رساند و نزار در اسکندریه به قتل رسید. با این اقدام افضل، اولین انشعاب در بین اسماعیلیان رخ داد.

## اوایل زندگی و تحصیلات
از ایام صبی و زمان هفت سالگی مرا محبت انواع علوم بوده است و خواستمی که عالمی متدین باشم و تا هفده سالگی جویان و پویان دانش بودم و مذهب آبای خویش، اثنی‌عشری داشتم… در ری شخصی امیره‌ضراب نام دیدم، بر عقیدت خلفای فاطمی مصر، احیاناً فائده‌ای فرمودی چنان‌که دیگران پیش از او… امیره ضراب مردی نیکو اخلاق بود… و ما را در مفاوضات با یک‌دیگر مناظره و مباحثه رفت…

اعظمی، سکه‌ای یکتا و بی‌همتا از تاریخ الموت، ۱۰۰.
حسن صباح در ۴۴۵ ه‍.ق / ۱۰۵۰ م. در خانواده‌ای از شیعیان امامی در شهر قم متولد شد. پدر وی از مردمان کوفه بود اما ادعا می‌کرد که نسبش به اعقاب پادشاهان حمیری عربستان جنوبی می‌رسد. در کتاب تاریخ خلفای فاطمی شجره‌نامهٔ او را چنین ذکر کرده‌اند: «محمد الصباح بن یوسف الحمیری_ الحسین_ جعفر_ محمد_ علی_ الصباح_ حسن.» پدر صباح با پای پیاده از یمن به کوفه می‌آید و آن‌جا مشغول خرید و فروش و تجارت فلزات و سنگ‌های قیمتی می‌شود؛ پس از به دست آوردن سرمایهٔ فراوان کوفه را ترک می‌کند و رهسپار قم می‌شود. وی پس از تولد صباح عازم ری، که مرکز مهمی در اندیشهٔ شیعی و فعالیت داعیان اسماعیلیه بود، می‌شود. در آن زمان اسماعیلیه جنبشی در حال رشد در ایران و قسمت‌های شرقی مصر بود.
در رابطه با دوران کودکی و نوجوانی صباح مطلبی در دست نیست. او به عنوان شیعهٔ دوازده امامی در ری مشغول به تحصیل شد؛ در ۱۷ سالگی پس از آشنایی با یکی از داعیان به نام امیره ضراب از مذهب اسماعیلیه اطلاعاتی به دست آورد. سپس توسط ابونصر سراج به این مذهب متمایل شد و نسبت به امام اسماعیلی زمان، یعنی خلیفهٔ فاطمی «المستنصر بالله»، سوگند وفاداری به جای آورد. صباح موفق شد در رمضان سال ۴۶۴ ه‍.ق / ژوئن ۱۰۷۲ م. توجه عبدالملک بن عطاش را جلب کند. عطاش متوجه استعداد و نبوغ حسن می‌شود، به او مقامی می‌دهد و در ۴۶۷ ه‍.ق / ۷۵–۱۰۷۴ م. همراه خود به اصفهان می‌برد؛ زیرا در آن دوره اصفهان مرکز اصلی فعالیت‌های اسماعیلیان بود. پس از آن در ۴۶۹ ه‍.ق / ۷۷–۱۰۷۶ م. از صباح می‌خواهد برای تکمیل تحصیلات خود عازم مصر شود.

### افسانهٔ سه یار دبستانی
در داستان سه یار دبستانی، که ادوارد فیتز جرالد بر دیباچهٔ ترجمه انگلیسی رباعیات خیام آورده است، خیام (۵۱۰–۴۲۷ ه‍.ق)، خواجه نظام‌الملک (۴۸۵–۴۰۸ ه‍.ق) و حسن صباح (۵۱۸–۴۴۵ ه‍.ق) به هم ربط داده‌شده‌اند، اما با توجه به تفاوت سنی آن‌ها، این ماجرا بیشتر شبیه به افسانه است زیرا در صورت صحت این روایت، حسن و خیام باید بیش‌از ۱۲۰ سال عمر کرده باشند. همچنین معاصران خیام نیز هیچ‌کدام به این ماجرا اشاره نکرده‌اند. ماجرا از این قرار است که این سه شخصیت، یاران دبستانی بودند که هم‌قسم شدند که هرکدام زودتر به مقام و منصبی رسید، دیگران را یاری دهد. از این سه، نظام‌الملک پیش از دو تن دیگر منصب یافت و به وزارت سلجوقی رسید. وی به عهد خود وفا کرد و به این خاطر که خیام مردی دانشمند و اهل علم بود و به مشاغل دولتی علاقه‌ای نداشت، سالی ده هزار دینار به او می‌داد تا به مطالعات خود مشغول شود و به حسن صباح مقام عالی در دستگاه حکومت اعطا کرد. اما دیری نپایید که میان حسن صباح و نظام‌الملک اختلاف افتاد و خواجه سرانجام توانست با نیرنگ، حسن را در چشم سلطان سلجوقی خوار کند. حسن سوگند یاد کرد که انتقام بگیرد و در آخر خواجه نظام‌الملک را کشت. این یکی از افسانه‌هایی است که در ارتباط با اسماعیلیان نزاری در مشرق زمین شیوع یافت.

## سفر به مصر
حسن صباح پس از سفر به اصفهان عازم میافارقین شد و در آن‌جا به تبلیغ اسماعیلیه مشغول گشت و به همین خاطر توسط مأموران رانده شد. وی سپس وارد دمشق شد؛ به علت جنگی که در جنوب شام به واسطهٔ ترکان پیش آمده بود، به بیروت رفت و در ۱۸ صفر سال ۴۷۱ ه‍.ق / اوت ۱۰۷۸ م. با کشتی وارد قاهره شد؛ صباح مورد استقبال دربار فاطمی قرار گرفت. رشیدالدین می‌گوید: 
| « | ... وقتی او به شهر رسید، جماعتی از اعیان استقبال او را کردند، چون ابوداود که داعی الدعاه بود و شریف ظاهر قزوینی که از جمله معروفان بود. | » |

حسن صباح به مدت ۳ سال در مصر ماند. در آن زمان بدرالجمالی که وزیر فاطمیان و امیر سپاهیان بود به عنوان داعی الدعاه، جانشین مؤید فی‌الدین شیرازی شده بود. صباح ابتدا در قاهره و سپس در اسکندریه ماند اما موفق نشد المستنصر بالله را ببیند و حمایت و یاری هیئت حاکمهٔ مصر را برای مواجههٔ ایرانیان اسماعیلی با ترکان سلجوقی به دست آورد. حسن در مصر به دلیل مشکلاتی که با بدرالجمالی پیدا کرده بود به اسکندریه رفت؛ این شهر پایگاه مخالفان بدرالجمالی بود. علت این مشکلاتْ جانشینی المستنصر بالله بود؛ در این دوران حسن برای حمایت از نزار، ولیعهد او، اعلام آمادگی کرد اما بر اساس روایت دیگری المستنصر بالله شخصاً به او گفته بود که جانشین، نزار است. در نهایت حسن در ذیحجهٔ سال ۴۷۳ ه‍.ق / ژوئن ۱۰۸۱ م. به اصفهان بازگشت. او در دورانی که در مصر اقامت داشت متوجه چیزهای بسیاری شد که از آن‌ها در سیاست انقلابی‌اش بهره برد. وی آگاه بود که دولت فاطمیان رو به انحطاط است و توان لازم برای کمک به اسماعیلیان ایران در مبارزه با سلجوقیان ترک را ندارد.

## آغاز فعالیت نظامی-سیاسی حسن صباح

### تصرف قلعهٔ الموت
در سال‌هایی که حسن صباح مشغول یادگیری آموزه‌های اسماعیلی و سفر به مصر بود، سلجوقیان به کمک نظام‌الملک طوسی بسیار قدرتمند شدند و ملکشاه، سومین سلطان مقتدر سلجوقی، با خلافت عباسی، عبدالله بن محمد بن القائم، رابطه‌ای دوستانه داشت. نگرانی مشترک خلافت و سلطنت در این دوران شورش‌های سوریه بود که تا مصر، مرکز خلافت فاطمی، ادامه یافته بود. حسن پس از بازگشت از مصر ۹ سال به عنوان داعی اسماعیلی در ایران سفر کرد و سیاست انقلابی خود را طرح کرد؛ همچنین قدرت نظامی سلجوقیان را در مناطق مختلف مورد بررسی قرار داد. او ابتدا به کرمان و یزد رفت و چند ماهی مشغول اشاعهٔ آئین اسماعیلی شد و پس از آنْ چند ماه در خوزستان و ۳ سال در دامغان ماند؛ وی سپس به گرگان، ساری، دماوند و قزوین رفت. صباح تا حدود سال ۴۸۰ ه‍.ق / ۱۰۸۷ م، توجه خود را به سواحل دریای مازندران به خصوص منطقهٔ کوهستانی دیلم معطوف کرده بود. این منطقه از دوران قدیم پناهگاهی برای علویان و شیعیان بود و از مراکز قدرت سلجوقیان در مرکز و مغرب ایران فاصلهٔ بسیار داشت. علاوه بر این‌ها دعوت اسماعیلیه در دیلم که سنگر شیعیان زیدی بود تا حدودی گسترش یافته بود. در همین زمان صباح به دنبال مکانی مناسب برای شورش ضد سلجوقیان بود که بتواند پایگاه عملیاتی خود را در آن‌جا بنا کند.

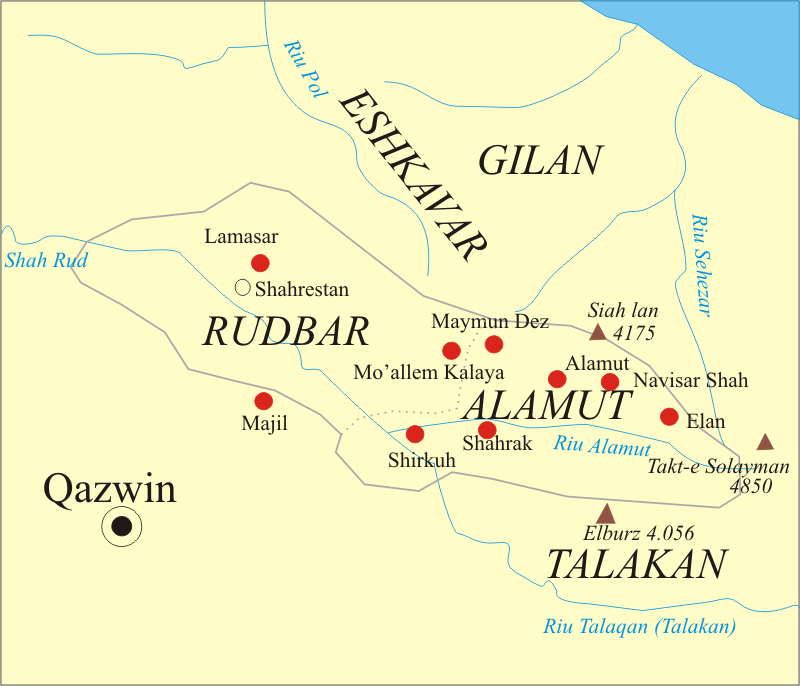
نقشهٔ قلعهٔ الموت

او سرانجام در اواخر سال ۴۸۳ ه‍.ق / ۱۰۹۰ م قلعهٔ الموت را در منطقهٔ رودبار برگزید. دعوت اسماعیلی تحت رهبری عبدالملک بن عطاش در ایران ادامه داشت اما حسن، که داعی دیلم شده بود، سیاست مستقلی پیش گرفت و به تحکیم دعوت خود در شمال ایران مشغول شد. الموت در آن زمان در دست مهدی علوی قرار داشت. حسن عده‌ای از داعیان ماهر خود را به آن ناحیه فرستاد تا اهالی آن را به مذهب اسماعیلی دعوت کنند و همچنین اسماعیلیان را از مناطق مختلف فراخواند و در الموت ساکن کرد. وی سرانجام عازم قزوین شد و در اوایل سال ۴۸۳ ه‍.ق / ۱۰۹۰ م. به اشکرود و انجرود از توابع الموت رفت. او در شب چهارشنبه ۶ رجب سال ۴۸۳ ه‍.ق / ۴ سپتامبر ۱۰۹۰ م. مخفیانه وارد قلعه شد و تا مدتی هویت خود را آشکار نساخت و به عنوان معلمی با نام «دهخدا» به کودکان محافظان قلعه درس می‌داد؛ بدین ترتیب بسیاری از محافظان به مذهب اسماعیلیه پیوستند. پیروان صباح در داخل و خارج قلعهٔ الموت افزایش یافت. مهدی علوی برای آن که رهبران اسماعیلی را بشناسد، ابتدا اظهار کرد که مذهب اسماعیلی را پذیرفته است اما پس از مدت کوتاهی رازش برملا شد و چاره‌ای جز کناره‌گیری نداشت پس قلعه را به صباح واگذار کرد. اسماعیلیان به راحتی در اواخر پاییز سال ۴۸۳ ه‍.ق / ۱۰۹۰ م قلعه را به دست گرفتند. براساس آنچه در سرگذشت سیدنا نوشته شده است، صباح دستور داد براتی به مبلغ ۳۰۰۰ دینار به عنوان غرامت به مهدی علوی بدهند و این برات که به عهدهٔ رئیس مظفر بود؛ در زمان مشخص خود پرداخت شد. تسخیر این قلعه آغاز مرحلهٔ قیام مسلحانهٔ اسماعیلیان ایران ضد سلجوقیان و همچنین نشان تأسیس دولت مستقل اسماعیلیان الموت بود.

### موقعیت الموت

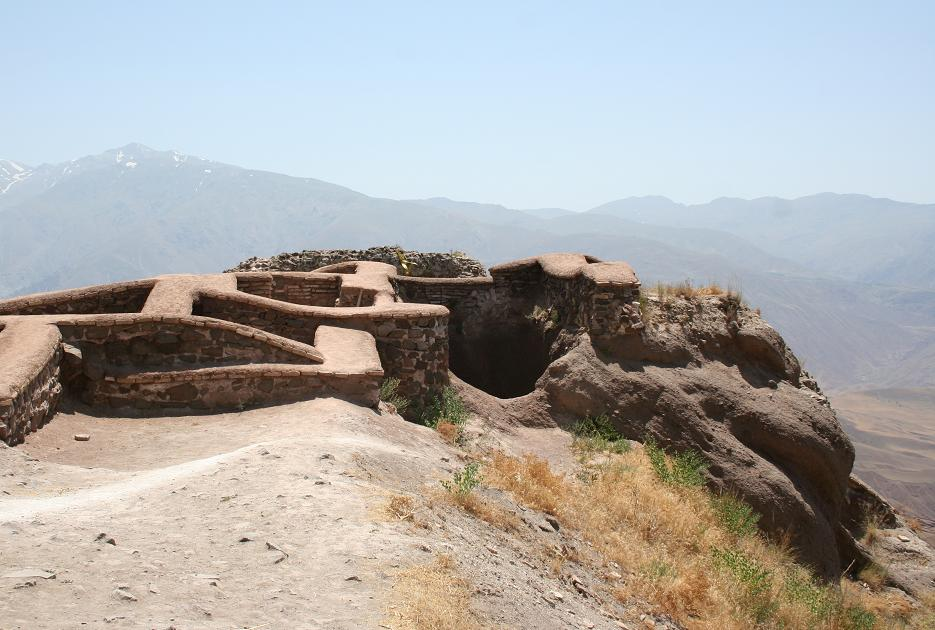
بقایای قلعه الموت

الموت از نظر طبیعی صخرهٔ برج‌گونه‌ای دارای دامنه‌های شیب‌دار است؛ قلهٔ آن به حدی بزرگ است که می‌توانند بر روی آن ساختمان‌هایی ایجاد کنند. بدین ترتیب، قلعهٔ الموت که بر روی این کوه بنا شده بود، در منطقه‌ای کوهستانی و استراتژیک قرار داشت و دسترسی به آن ساده نبود. قلعه مشرف به راه کوتاهی بین قزوین و مازندران بود و نظارت بر آن، جادهٔ بین عراق عجم و مازندران را می‌بست. ساکنان این منطقه جنگجو و دارای گرایش شیعی بودند. صباح پس از سال ۴۸۵ ه‍.ق / ۱۰۹۲ م؛ یعنی در دوران نزاع‌های خانگی سلجوقیان، الموت را به شکل غیرقابل دسترسی سازمان داد؛ استحکامات قلعه را توسعه داد و انبارهای بسیار بزرگی برای آذوقه و تدارکات خود ترتیب داد. گفته شده است او انبارهایی را در دل کوه حفر کرد که مقدار فراوانی غذا در آن نگهداری می‌شد، بدون این که ضایع شود. همچنین سیستم آبیاری در مزارع اطراف الموت تشکیل داد و قلعه را از نظر طبیعی بی‌نیاز کرد به شکلی که الموت توان مقاومت در برابر محاصره‌های طولانی‌مدت را داشته باشد و تسخیرناپذیر باشد. صباح سپس نفوذ خود را در سرتاسر دیلم و رودبار افزایش داد و مردم بیشتری را به مذهب اسماعیلی دعوت کرد. وی قلعه‌های بسیاری را تسخیر ساخت و بنا کرد. پس از مدت کوتاهی سپاه سلجوقی به فرماندهی امیر یورنتاش، که نواحی الموت جزو اقطاع او بود، به قلعهٔ الموت حمله کرد و از این زمان اسماعیلیان ایران وارد مبارزهٔ طولانی‌مدت با سلجوقیان شدند.

### استقلال قهستان
حسن در ۴۸۴ ه‍.ق / ۱۰۹۱ م، یکی از داعیان اسماعیلی به نام حسین قائنی را به قهستان، در جنوب شرقی خراسان، فرستاد. اسماعیلیان از توهین سلجوقیان به خاندان سیمجوری، که مورد احترام اهالی قهستان بودند، استفاده کردند و به سرعت و در سطح گسترده، دست به قیام عمومی ضد سلجوقیان زدند. آن‌ها شهرهای مهم قائن، طبس، تون و زوزن را به تصرف خود درآوردند. به این ترتیب اسماعیلیان در قهستان، موفق به تثبیت قدرت خود شدند و آن منطقه به دومین قلمرو مهم اسماعیلیان ایران تبدیل شد و ادارهٔ آن در دست رهبری انتصابی از الموت قرار گرفت که «محتشم» خوانده می‌شد. در آن زمان، صباح در رودبار و قهستان دولتی مستقل تشکیل داد و به مبارزه با سلجوقیان پرداخت. اسماعیلیان در ۴۸۴ ه‍.ق / ۱۰۹۱ م. قلعهٔ دیگری به نام صنم‌کوه در نزدیکی ابهرکوه را نیز تصرف کردند. آن‌ها در حاشیهٔ شرقی رشته‌کوه البرز، به موازات الموت، تعدادی از شهرهای شمالی و جنوبی را به تصرف خود درآوردند. ملکشاه سلجوقی به توصیهٔ نظام‌الملک در ۴۸۵ ه‍.ق / ۱۰۹۲ م. لشکریانی را برای نبرد با اسماعیلیان راهی رودبار و قهستان کرد. تعداد اسماعیلیان در قلعهٔ الموت محدود بود؛ پس حدود ۳۰۰ نفر از اسماعیلیان قزوین و ری به یاری آن‌ها برخاستند. همچنین اسماعیلیان ساکن قسمت‌های مختلف رودبار به یاری آنان شتافتند؛ به همین دلیل موفق شدند سلجوقیان را شکست دهند. قبل از این که حملهٔ دیگری شکل گیرد، ملکشاه و نظام‌الملک در همان سال پیش از شکل‌گیری حملات بعدی به قتل رسیدند.

## شکل‌گیری نزاریه و گسست اسماعیلیان ایران از فاطمیان
در زمان گسترش قیام اسماعیلیان ایران به رهبری صباح، خلیفهٔ فاطمی المستنصر بالله در ۴۸۷ ه‍.ق / ۱۰۹۴ م. در قاهره درگذشت و درگیری بر سر جانشینی وی، اسماعیلیه را به دو بخش نزاری و مستعلی تقسیم کرد. صباح سیاست مستقلی را پیش گرفت و رهبری اسماعیلیان را در سرزمین سلجوقی عهده‌دار شد. او در رابطه با جانشینی المستنصر بالله، از نزار حمایت کرد. نزار ولیعهد المستنصر بالله بود، اما وزیر قدرتمند فاطمی به نام افضل، پسر بدرالجمالی، نزار را از جانشینی محروم ساخت و خواهر افضل به عقد یکی از پسران جوان المستنصر بالله، که ابوالقاسم احمد ملقب به مستعلی نام داشت، درآمد. اکثر اسماعیلیان در یمن، مصر، گجرات و شام جانب مستعلی را گرفتند و او را به عنوان امام خود پذیرفتند، اما تمام اسماعیلیان در ماوراءالنهر، عراق، بدخشان از نزار حمایت کردند و او را به عنوان نوزدهمین امام خود و جانشین به حق پدرش پذیرفتند. نزار به همراه تعدادی از نظامیان ضد افضل و با حمایت قاضی اسماعیلی اسکندریه به آنجا پناه برد و امامت و حکومت او با لقب «المصطفی لدین‌الله» حامیانی پیدا کرد. وی سپس شورش کرد و سال بعد سرکوب شد. نزار در ۴۸۸ ه‍.ق / ۱۰۹۵ م. در زندان به همراه یکی از پسرانش و با دستور مستعلی به قتل رسید. تا حدود ۷۰ سال پس از مرگ نزار، نام او را روی سکه‌هایی که در الموت ضرب می‌شد، حک می‌کردند و به نسل او بدون آنکه نامی از آن‌ها برده شود، سلام و دعا می‌فرستادند. با آغاز حکومت مستعلی، حسن سریعاً رابطهٔ خود را با دولت فاطمی قطع ساخت و به این ترتیب مستعلی را، که بر تخت نشسته بود، تأیید نکرد. افضل نیز از سیاست سخت‌گیرانهٔ پدر خود استفاده کرد و راه او را ادامه داد. دولت مصر در طول این دوران هیچ نوع حمایتی از اسماعیلیان ایران نکرد. آن‌ها نیز پس از آن هیچ پیوندی با فاطمیان نداشتند و بدون ترس از دخالت قاهره، سیاست‌های خود را ادامه دادند. لازم است ذکر شود که اسماعیلیان ایران در زمان وقوع این حوادث، تحرکی از خویش نشان ندادند و هیچ‌یک از نوادگان نزار، مدعیان قدرت، را در مصر به رسمیت نشناختند.
این اختلاف یک توجیه آئینی داشت که اسماعیلیان به وسیلهٔ اسماعیل، پسر جعفر صادق، ششمین امام شیعه، با آن پیوند داشتند. به عبارتی جعفر صادقْ اسماعیل را به عنوان جانشین خود انتخاب کرده بود و تعیین فرزند بعدی او نمی‌توانست انتخاب اول را خنثی کند. افضل ادعا می‌کرد که المستنصر بالله در بستر مرگ مستعلی را جانشین خود ساخته است، اما اسماعیلیان، نزار را که جانشین نخستین بود، به امامت خود پذیرفتند. مسئلهٔ دیگر این بود که نزار جانشینی برای خود انتخاب نکرده بود و کسی نمی‌توانست ادعای امامت کند. پس صباح دعوت مستقل نزاریه را شکل داد، اما هیچگاه نام جانشین نزار را علنی نساخت و از آن پس اسماعیلیان ایران با نام نزاریه شناخته شدند. در این دوره آن‌ها امامی نداشتند و همانند دورهٔ پیش از برپایی خلافت فاطمی، دورهٔ ستر، غیبت امامشان را تجربه کردند. در این زمان مردم حسن صباح را، که مهم‌ترین داعی بود، به عنوان حجت امام پذیرفتند.
حجت در سلسله مراتب روحانی به شخصیتی گفته می‌شد که بعد از امام قرار داشت، اما در این زمان کاربرد آن بسیار حساس‌تر شده بود زیرا صباح تا ظهور امام، رهبری اسماعیلیه را بر عهده داشت و در آن زمان به عنوان مؤمن شناخته شده بود. حسن ظهور قریب‌الوقوع امام را پیشگویی می‌کرد و خودش را حجت او می‌دانست. گسترش این باور باعث واکنش دستگاه اهل سنت و عباسیان شد و غزالی از طرف خلیفه مستظهر وظیفه پیدا کرد که رسالهٔ جامعی در رابطه با رد «باطنیه» بنویسد. او قبل از سال ۴۸۸ ه‍.ق / ۱۰۹۵ م. رساله‌ای به نام «فضائح‌الباطنیه» نوشت که بعداً به رسالهٔ المستظهری شهرت یافت و در آن عقیدهٔ تعلیم را رد کرد. از آن پس اسماعیلیهٔ ایران به تعلیمیه معروف شد و این امر نشان‌دهندهٔ ارزش بسیار عقیدهٔ تعلیم در نزد آن‌ها است.

## توسعهٔ حوزهٔ قدرت اسماعیلیهٔ الموت

### تصرف گردکوه، لمسر، شاهدژ و قلعه‌های دیگر
از زمان مرگ ملکشاه تا هنگام جانشینی برکیارق اوضاع سلجوقیان نابسامان بود؛ پس از مرگ ملکشاه، خاندان و جانشینان او، به ویژه محمود و برکیارق و بعدها سنجر و محمد وارد نزاع‌های خانوادگی شدند. محمود در برابر برادرش برکیارق قرار گرفت و تتش، عموی آن‌ها نیز در سوریه اعلام قدرت کرد. فوت محمود در ۴۸۷ ه‍.ق و کشته شدن تکش خوارزمشاه در ۴۸۸ ه‍. ق، راه سلطنت برکیارق را هموار کرد و خلیفهٔ عباسی، المستظهر سلطنت او را به رسمیت شناخت و تا زمان مرگ برکیارق اوضاع نسبتاً آرام بود. اسماعیلیان در بروز درگیری‌های میان سلجوقیان نقش داشتند، اما حسن صباح در چنین شرایطی ترجیح می‌داد مستقیماً درگیر نشود؛ چرا که امکان داشت سلجوقیان متحد و مشغول مبارزه با اسماعیلیان شوند. 

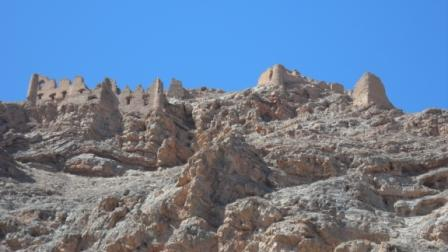
بقایای قلعه گرد کوه

 پس در چنین شرایطی بهترین تصمیم این بود، که اسماعیلیان اقتدار و نفوذ خود را در ایران افزایش دهند. اسماعیلیان در ایران با توجه به شرایط و ساختار حکومت سلجوقی، روش‌های مبارزه‌ای خاصی را به کار گرفتند. صباح به خوبی از ماهیت غیر متمرکز حکومت سلجوقیان آگاهی داشت و می‌دانست که پس از سلطان ملکشاه، سلطان قدرتمند دیگری نیست که نیاز به براندازی به وسیلهٔ سپاهی بزرگ را داشته باشد. قدرت نظامی و سیاسی حکومت سلجوقی بین امیرانی تقسیم شده‌بود که هر کدام، ناحیه‌ای را در اختیار داشتند؛ پس حسن از طریق قلعه‌های نفوذناپذیر توانست بر آن‌ها غلبه کند. این قلعه‌ها دستورهای خود را از الموت دریافت می‌کردند، اما آزادی عمل داشتند.
اسماعیلیان به کمک رئیس مویدالدین مظفر اسماعیلی که به ظاهر از امیران باوفای سلجوقی بود، در ۴۹۲ ه‍.ق / ۱۰۹۹ م یکی از امیران سلجوقی را مجبور ساختند تا قلعهٔ گردکوه را از برکیارق بازستاند و مظفر را در آنجا بگمارد. (فرهاد دفتری) بیان می‌کند که امیرداد حبشی از نیت مظفر و اسماعیلی شدن او به دست عبدالملک بن عطاش خبر نداشت و پس از گرفتن قلعه، او را به رئیس مظفر واگذار کرد و بدین طریق قلعهٔ گردکوه به تصرف رئیس مظفر درآمد. او همانند صباح برج‌های دژ را مستحکم ساخت و آذوقهٔ فراوانی برای مقابله با محاصره‌های طولانی‌مدت گردآورد. در جنگی که در ۴۹۳ ه‍.ق / ۱۱۰۰ م در قهستان، بین حامیان رئیس مظفر و سلطان سنجر رخ داد، سلجوقیان موفق شدند راه را برای برکیارق هموار کنند؛ آن‌ها با پنج هزار نفر اسماعیلی جنگیدند و در پایان، نبرد به نفع برکیارق به پایان رسید و حامی رئیس کشته شد؛ سپس رئیس مظفر گنجینهٔ خاص خود را به گردکوه انتقال داد. اسماعیلیان قلعه‌های اطراف دامغان و ناحیهٔ شرقی کوه‌های البرز که قومس نام داشت و چند قلعه در منطقهٔ مرزی خوزستان و فارس در ناحیهٔ ارجان را به تصرف خود درآوردند. رهبر ارجان ابوحمزه بود که همانند صباح، برای تکمیل معلومات خود چند سالی را در مصر گذرانده بود. اسماعیلیان در رودبار نیز قلعه‌های مهمی را به تصرف خود درآوردند و البته در همان دوران ضعف سلجوقیان، صباح موفق شد ابو محمد زعفرانی را که در نزدیکی ری و دامنه‌های جنوبی البرز جلوه‌گری می‌کرد، شکست دهد.

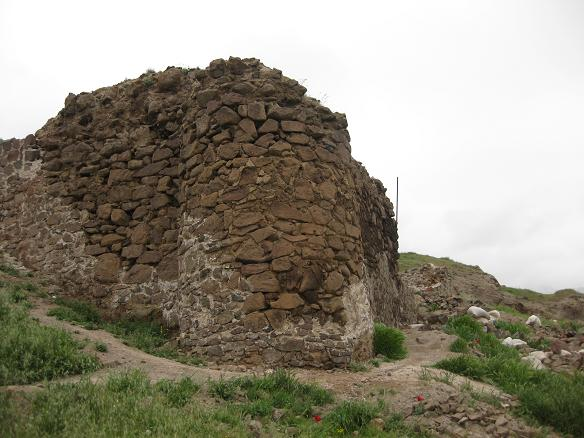
دژ لمسر

 یکی از مهم‌ترین قلعه‌ها لمسر یا لنسر، در ناحیهٔ علیای شاهرود و در مغرب الموت بود. کیا بزرگ امید رودباری در ۴۸۹ یا ۴۹۵ ه‍.ق / ۱۰۹۶ م موفق به تسخیر قلعهٔ لمسر شد و تا زمانی که برای جانشینی به الموت احضار شد، حکمران آن بود. دفتری معتقد است، اسماعیلیان توجه خود را به نواحی نزدیک به مقر سلجوقیان در اصفهان متمرکز کرده‌بودند. رهبری این منطقه با پسر عبدالملک بن عطاش، احمد بود. قلعه شاهدژ یا دز از نظر سیاسی و نظامی اهمیت بسیاری داشت. احمد عطاش مدیر مدرسه‌ای در قلعه بود که موفق شد توجه آن‌ها را جلب کند و با تصرف قلعه در ۴۹۴ ه‍.ق / ۱۱۰۰ م، پیروزی بزرگی در حومهٔ اصفهان به دست آورد؛ به شکلی که سی هزار نفر را وارد این مذهب کرد. با گذشت مدت کوتاهی، اسماعیلیان موفق شدند مالیات‌های نواحی مختلف را جمع‌آوری کنند و همین کار باعث شد ضربهٔ بزرگی به خزانهٔ سلجوقی وارد شود. اسماعیلیان در همان دوره، دومین قلعه یعنی خان‌لنجان را در نزدیکی اصفهان تصرف کردند. گفته‌اند پدر احمد تحت حمایت حسن صباح در همین زمان به الموت بازگشت و علت آن را شدت دشمنی مردم اصفهان با او دانسته‌اند، اما در صحت آن جای شک و تردید است. گزارش‌های سنیان به این نکته اشاره کرده است که احمد عطاش، جانشین پدر به عنوان داعی اصفهان و احتمالاً سرکردهٔ نهضت نزاریان شد.

### درگیری با برکیارق و سنجر
در دورهٔ سلطنت برکیارق، اسماعیلیهٔ ایران همچنان در حال پیشروی بود و تا نزدیکی اصفهان، پایتخت سلجوقیان نیز پیش رفته بودند و تلاش عبدالملک عطاش در اصفهان و اطراف آن برای دعوت به اسماعیلیه همچنان ادامه داشت و بدین شکل دروازه‌های پایتخت سلجوقی در معرض خطر قرار گرفته‌بود. در چنین اوضاعی، سلجوقیان با یکدیگر متحد شدند تا علیه اسماعیلیان وارد عمل شوند. در این زمان رابطهٔ امرای برکیارق با اسماعیلیان جالب نبود و از طرفی نیروهای مخالف برکیارق، همهٔ افراد او را به اسماعیلی بودن متهم کرده‌بودند. از نظر جغرافیایی، اسماعیلیان میان قلمرو سنجر در شرق و قلمرو برکیارق و جانشین وی، محمد تپر، در غرب قرار داشتند. در ۴۹۴ ه‍.ق / ۱۱۰۱ م که برکیارق در غرب و سنجر در خراسان دچار واهمه شده‌بودند، توافق کردند هر یک به نحوی به مبارزه با اسماعیلیان بپردازند؛ آن‌ها دانستند اسماعیلیان تهدید بزرگی برای امپراطوری سلجوقی به‌شمار می‌آیند و علیه آن‌ها وارد عمل شدند. برکیارق افراد بسیاری را در اصفهان و بغداد و شهرهای دیگر به جرم گرایش به اسماعیلیه کشت و همین امر باعث واهمهٔ سرهنگان سپاه شد و تعدادی از آن‌ها گریختند. سنجر نیز از طریق تعدادی از دوستان اسماعیلی خود که با افراد اسماعیلی آشنایی داشتند، نفوذیان این مذهب را به قتل رساند و قشونی علیه آن‌ها به قهستان فرستاد که ویرانی‌های بسیاری را به جای گذاشت. او سه سال بعد لشکر دیگری را ارسال کرد و تا حدی که می‌توانست آن‌جا را ویران کرد؛ این لشکرکشی عنوان «جهاد» به خود گرفت و داوطلبان سنی مذهب را به سمت خود کشاند؛ آن‌ها پس از اتمام جنگ اسرای اسماعیلی را به عنوان «مرتد» به بردگی گرفتند. به گفتهٔ (لوئیس) یک سال بعد اسماعیلیان ترشیز در قهستان بر سر یکی از کاروان‌های سنیان قرار گرفتند که از غرب به سمت ری می‌رفت و کاروان را غارت کردند؛ اسماعیلیان همچنین در رودبار نیز موقعیت خود را محکم کردند. آشفتگی درون سلجوقیان و نزاع بین برکیارق و محمد تپر باعث شد نزاریان حکومت قلاع خود را افزایش دهند. تا مرگ برکیارق در ۴۹۸ ه‍.ق / ۱۱۰۵ م، صباح داعیان اسماعیلی را به رهبری حکیم منجم در ۴۹۶ ه‍.ق / ۱۱۰۳ م از الموت به حلب، شمال شام فرستاد و آن‌ها فعالیت‌های خود را در شام گسترش دادند و سلجوقیان نیز موفق نشدند از پیشروی آن‌ها جلوگیری کنند.

### صلح با سنجر
سنجر از سال ۴۹۰ تا ۵۱۱ ه‍.ق از جانب برکیارق به عنوان حاکم خراسان انتخاب شد و پس از درگذشت او در ۵۱۱ ه‍.ق / ۱۱۱۸ م، سلطنت خود را در قلمرو شرقی سلجوقیان آغاز کرد. سال‌های نخست حکومت وی در خراسان و ماورالنهر با آرامش همراه بود؛ اما در حوالی خوارزم، خوارزمشاهیان، در جنوب غوریان و در شرق غزان قدرت یافته‌بودند؛ این مسائل باعث افزایش مشکلات سنجر در این مناطق شده‌بود؛ ولیکن هیچ‌کدام از این قدرت‌ها در دو دههٔ آغازین حکومت وی مشکل اساسی ایجاد نکردند. دغدغهٔ اصلی سنجر زمانی آغاز شد که رقابت‌های جانشینی در غرب قلمرو بین برکیارق و محمد بن ملکشاه شکل گرفت و سنجر نیز خود را شایستهٔ مداخله در این بحث دید. به دستور سلطان سنجر، برغش، سپهسالار او، همراه با اشخاصی که از اسماعیلیان ناراضی بودند، به آن‌ها حمله کردند؛ البته باید در نظر داشت که صباح در تلاش بود تا با سلطان سنجر از در صلح وارد شود، پس برای ایجاد وحشت در او به چنین اقدامی دست زد: 
| « | از خادمان یکی را بفریفت و کاردی را بفرستاد تا در شبی که سلطان مست خفته بود کارد را در پیش تخت در زمین نشاندند، چون سلطان بیدار گشت و کارد را بدید، از آن اندیشناک شد و چون از تهمت برکسی نمی‌بست به اختفای آن اشارت فرمود… سلطان بترسید و به آن سبب به صلح ایشان مایل شد | » |

این مسئله باعث شد سنجر بنا به سه شرط با صباح صلح کند؛ اول این‌که قلعهٔ جدیدی ایجاد نکند، سلاح و مهمات خریداری نکند و مردم را به آئین خود دعوت نکند. اما این کار باعث شد فقها سنجر را نهی کنند و ملحد شناخته شود. با این حال مدتی بین این دو صلح برقرار بود.

### مبارزه با سلطان محمد بن ملکشاه
سلطان محمد بن ملکشاه سلجوقی، مبارزهٔ سخت‌تری نسبت به اسماعیلیه در پیش گرفت و با حکمرانی وی بسیاری از مبارزات سلسله‌ای و منازعات داخلی پایان پذیرفت. در این زمان رضوان در سوریه، بارها اسماعیلیان را قتل‌عام کرد. آن‌ها با مرگ فخرالملک رضوان در ۵۰۷ ه‍.ق / ۱۱۱۳ م از حلب به مناطق دیگر رفتند تا محل امنی را بیابند.

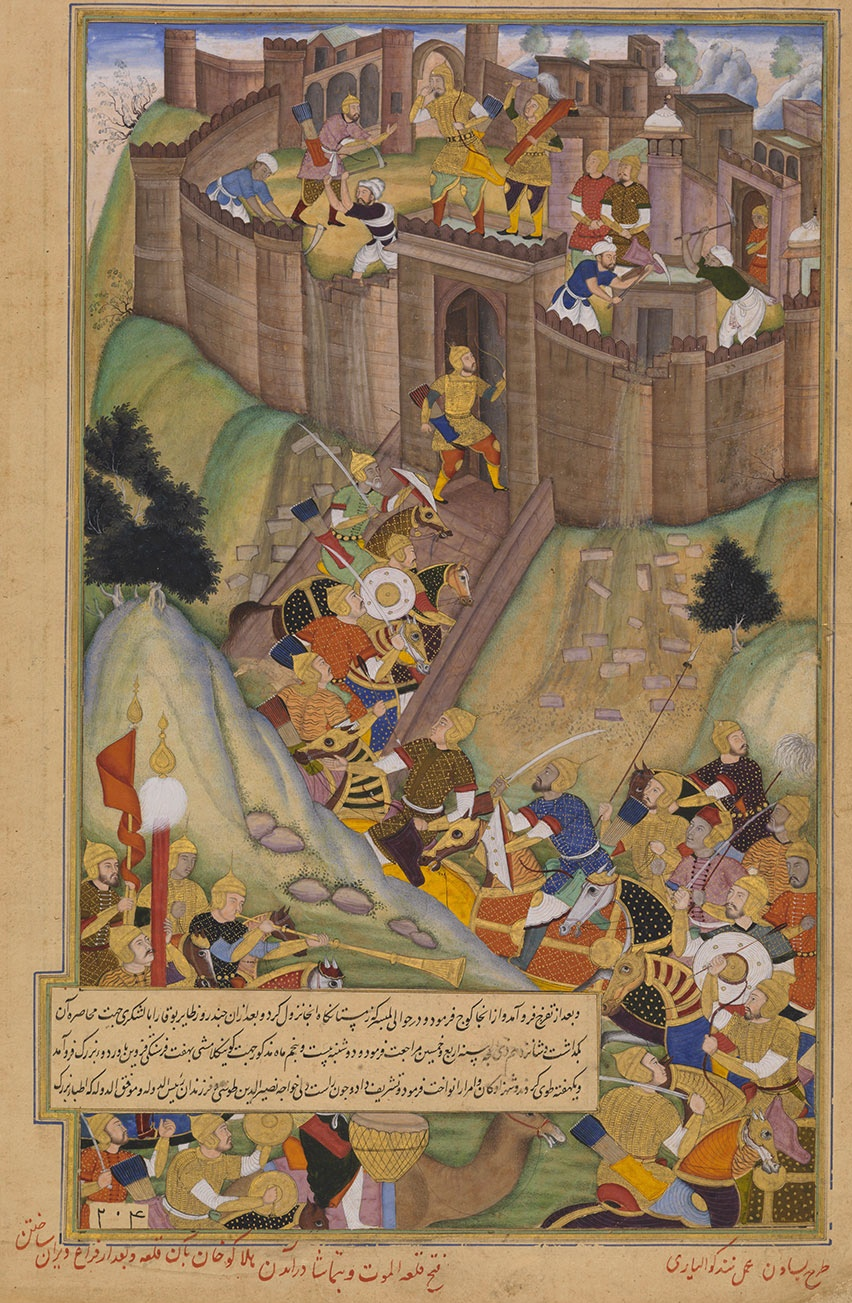
قلعه الموت (مینیاتور سده ۱۵ م)

 دفتری می‌گوید، مهم‌ترین نقشهٔ محمد، راندن اسماعیلیان از اطراف اصفهان بود. احمد عطاش دست به مذاکرات طولانی با محمد زد و تا مدتی در قلعهٔ شاهدژ باقی ماند و تظاهر کرد که از شیعیان امامیه است که در نتیجه به عنوان رئیس قانونی قلعه انتخاب شد تا در خط سلطان محمد حکومت کند، یعنی بیشتر از همه مالیات بدهد و در جنگ‌ها نیز همراه او باشد، اما علمای سنی با این نظر که اسماعیلیان مسلمان واقعی نیستند و به باطن اهمیت بسیاری می‌دهند؛ در ۶ شعبان سال ۵۰۰ ه‍.ق / آوریل ۱۱۰۷ م دستوری صادر کردند با این مضمون که اسماعیلیان بدون درگیری به قلاع دوردست خود بروند، اما هسته‌ای که در پادگان مستقر بود، به محض گریختن دیگران باید تسلیم می‌شد. با این حال هنگامی که اخبار وصول اسماعیلیان به مقاصد خود رسید، آنان همچنان به مدت سه ماه به مبارزهٔ خود ادامه دادند. سرانجام محمد تپر تعداد زیادی از دولتمردان، که شایع بود باطنی هستند، را مجازات کرد؛ سلطان، سعدالملک ابوالمحاسن آوی را به همراه چهار تن از دوستانش دستگیر کرد و در کنار دروازهٔ شهر دار زد. پس از تصرف قلعهٔ شاهدز و با وجود مقاومت‌های بسیار، احمد عطاش دستگیر شد. او را بر شتری سوار کردند و در اطراف شهر با فضاحت تمام گرداندند و زنده زنده پوستش را کندند و خارج از شهر به نمایش گذاشتند. سپس سر او را نیز همراه سر پسرش از تن جدا کردند و برای خلیفه مستظهر فرستادند. اما بنابر آنچه راوندی بیان می‌کند، زمانی که ابن عطاش و پسرش دستگیر شدند، فوراً به قتل رسیدند و حدود صد هزار نفر از مردم اصفهان اعم از زن و مرد شاهد سوختن ابن عطاش بودند. لشکرکشی به الموت پس از قشون‌کشی احمد بن نظام‌الملک وزیر و امیر چاولی، به انوشتگین شیرگیر، امیر ساوه، محول شد که تقریباً از سال ۵۰۳ ه‍.ق / ۱۱۰۹ م تا ۵۱۱ ه‍.ق / ۱۱۱۸ م به مدت هشت سال ادامه داشت. او نواحی نزدیک قزوین را تصرف کرد و در هر سال یک لشکرکشی به رودبار انجام داد. او بالاخره در ۵۱۱ ه‍.ق/ ۱۱۱۸ م رودبار را کاملاً محاصره کرد. در همین زمان بود که صباح، همسر و دو دختر خود را به قلعهٔ گردکوه فرستاد، تا همراه با زنان دیگر از طریق ریسندگی معیشت ساده‌ای به دست آورند و هرگز آن‌ها را به نزد خود بازنگرداند. این محاصره‌ها هیچ نتیجه‌ای در برنداشت و تنها باعث مخارج بسیار برای سلجوقیان شد. هنگامی که خبر مرگ محمد رسید، سپاهیان به رغم درخواست شیرگیر متفرق شدند و این چنین الموت نجات یافت. از زمان درگذشت سلطان محمد در ۵۱۱ ه‍.ق / ۱۱۱۷ م تا مرگ صباح در ۵۱۸ ه‍. ق، سلجوقیان باز با مشکل جانشینی روبرو شدند و این موضوع برای نزاریان ایران فرصتی شد که شکست‌های خود را جبران کنند.

### دوران وقفه
هرچند سپاهیان سلجوقی موفق نشدند قلعهٔ الموت را تصرف کنند، اما کار قیام نسبتاً پایان گرفته‌بود. اسماعیلیان حدود ۳۰ سال در تکاپو بودند تا در سراسر قلمرو سلجوقی نفوذ یابند. آنان توانستند در اصفهان و اطراف آن قدرت بسیاری کسب کنند اما پس از مدتی حامیان و دوستانشان در همین شهرها قتل‌عام شدند یا قلعه‌هایشان نابود گشت. در واقع نیرویی که باقی مانده بود، تا زمانی که به صورت کامل بازسازی نمی‌شد یا قوای تازه‌ای کسب نمی‌کرد، توان قیام عمومی را نداشت. قیام اسماعیلی در مناطقی همچون رودبار و قهستان به پیروزی دست یافته‌بود، زیرا آن‌ها خود را مستقل از سلجوقیان می‌دانستند و حتی از این استقلال دفاع می‌کردند، اما انتظار می‌رفت با شکست‌هایی که آن‌ها متحمل شده‌بودند، افراد باقی‌مانده به گروه‌های محلی تقسیم بشوند و براساس مقاصد خاص جذب ساخت سیاسی و اجتماعی سنی شوند، اما اسماعیلیان اینچنین برخورد نکردند و ارتباط میان خود را حفظ کردند و تا جایی که توان داشتند به مبارزه ادامه دادند.

## مرگ و جانشینان
حسن صباح زمانی‌که متوجه شد، به زودی خواهد مرد، کیا بزرگ امید را از قلعهٔ لمسر احضار کرد و او را به عنوان جانشین خود در الموت معرفی کرد. حلمی بیان می‌کند که حسن صباح شورایی متشکل از ۳ تن از بزرگان نزاری را ترتیب داد، که کیا بزرگ امید را تا ظهور امام نزاری یاری کنند؛ این ۳ تن عبارت بودند از دهدار ابوعلی اردستانی، حسن آدم قصرانی و کیا باجعفر. صباح به دلیل بیماری کوتاهی که داشت، در ۲۶ ربیع‌الثانی سال ۵۱۸ ه‍.ق / ۱۲ ژوئن ۱۱۲۴ م (یا شاید ۲۰ روز زودتر) درگذشت. او را در نزدیکی قلعهٔ الموت دفن کردند. مقبرهٔ کیا بزرگ امید و دیگر رهبران نزاریه نیز در آن‌جا بود و زیارتگاه اسماعیلیان نزاری به‌حساب می‌آمد، تا زمانی که به دست مغولان در ۶۵۴ ه‍.ق / ۱۲۵۶ م ویران شد.

## سیاست صباح
با توجه به تقویم رویدادهای سیاسی، حسن صباح همزمان با قدرت یافتن سلاجقه، دوران جوانی خود را سپری کرده و در زمان اوج آن‌ها نهضتی را پایه‌گذاری کرد، که برای سلجوقیان تهدیدی بزرگ محسوب می‌شد. سیاست صباح را باید به چهار اصل تقسیم کرد:
- برخورد با سلجوقیان که از طرفی به دنبال برچیدن اندیشه‌های سیاسی و مذهبی و نابودی نهضت قلاع بودند و از جانبی دیگر درصدد اقتدار بخشیدن به سلطنت از طریق مردان حرب و دیوان‌سالاران با تدبیری بودند که اسماعیلیان نزاری را مهم‌ترین دشمن خود به‌شمار می‌آوردند.[۸۸]
- برخورد با خلافت عباسی به خصوص در مسائل دینی، که در قالب رویارویی مذهب شیعهٔ اسماعیلی با مذهب رسمی اهل سنت و همچنین مسئلهٔ امامت و خلافت جلوه‌گر شد.[۸۹]
- قطع ارتباط با خلافت فاطمی مصر که به موجب اقدام مستعلی در شکست جانشین بر حق المستنصر بالله یعنی نزار و تصاحب قدرت وی صورت گرفت و تبعیت همهٔ نزاریان از این اقدام را در پی داشت. حسن صباح نیز در ایران نهضت نزاری را با طرح مسئلهٔ غیبت امام نزار پایه‌گذاری کرد.[۹۰]
- آموزه‌ای بدیع به‌عنوان «دعوت جدید» در برابر «دعوت قدیمیه» اگرچه در پیوند با جدایی مستعلی و نزاری شکل گرفت، اما صباح با این عمل، راه را برای آموزش آموزه‌های خود به عنوان پیشوای جامعهٔ نزاری در زمان غیبت امام فراهم کرد و با استفاده از آثاری همچون «فصول اربعه» سیاست‌های این نهضت را ایجاد کرد.[۹۱]

حسن صباح، ترکان را با عنوان «ترک جاهل» یا «جنیان» خطاب می‌کرد. در قیام وی گروه‌های مزدکی نیز بودند که با نام پارسیان همراه شده‌بودند و همچنین کسانی از بین دستگاه سلطنت سلجوقی با وی همدست شدند و در قلعه‌های تسخیر شدهٔ نزاریان جای گرفتند. به گفتهٔ (الله‌یار خلعتبری) می‌توان برخاستن و قدرت یافتن این جنبش را مقابله‌ای با سیاست‌های سلجوقی برشمرد، یا می‌توان از نظر تحولات درون جامعه‌ای مورد بررسی قرار داد و گفت سیاست‌های ضد شیعی سلجوقیان و ستم زمین‌داران از عوامل مهم و تأثیرگذار در پیشروی این نهضت به رهبری اسماعیلیان بوده است. گویا نظام‌الملک، وزیر سلجوقی، متوجه این امر شده‌بود که در سیاست‌نامهٔ خود ذکر می‌کند «پایداری ملک به عدل است نه به ظلم». با این حال نظام‌الملک اولین قربانی دشنهٔ فدائیان اسماعیلی بود؛ یکی از فدائیان به نام ابوطاهر ارانی از روستازادگان الموت او را در قسمت غربی ایران، در شهر «صحنه» از پای درآورد.

## شیوه‌های مبارزه

### تشکیل دارالهجره
نهضت نوپای نزاری در چنان شرایط سخت سیاسی، اجتماعی و فرهنگی شکل گرفت، که اگر صباح احتیاط نمی‌کرد، ریشه‌های آن را می‌خشکاندند. او در اولین مرحله، قلعه‌های منطقهٔ الموت را به تصرف خود درآورد. صباح در هرجا که تکه‌سنگ مناسبی می‌یافت، قلعه‌ای می‌ساخت. از این‌رو قلعه‌های برافراشته شده بر رفیع‌ترین کوه‌ها، مهم‌ترین کارکرد اجتماعی و سیاسی خود را در دوران اقتدار نزاریان ایفا کردند. فعالیت‌های مخفیانه، دور از دسترس بودن و پیگیری سیاست‌های باطنی، از اقدامات مهم صباح بود. رهبری قیام در سال‌های نخست، در نواحی فعالیتشان متمرکز شده‌بود و دعاه مختلف با یکدیگر همکاری داشتند. بیشتر نهضت‌هایی که هدف خود را اصلاح جامعهٔ اسلامی قرار داده‌بودند، از الگوی هجرت محمد به مدینه بهره می‌بردند. پس اسماعیلیان نیز مکانی را به نام دارالهجره برای عملیات خود به وجود آوردند، که پیشینهٔ سیاسی و مذهبی طولانی داشت و آن‌ها از آن‌جا به صورت موفقیت‌آمیز، همانند بازگشت پیروزمندانهٔ محمد به مکه، به جامعهٔ اسلامی بازمی‌گشتند. دارالهجره‌های مختلفی برای اسماعیلیان وجود داشت که به اندازهٔ گروه‌های محلی بود. آن‌ها تا جایی که می‌توانستند قلعه‌ای را برای خودشان تسخیر می‌کردند و با حاکم منطقه درگیر می‌شدند. این دارالهجره‌ها یک جامعه را شکل می‌داد و اگر یکی از آن‌ها از دست می‌رفت، افراد ساکن در آن، در قلعه‌های دیگر پناه می‌گرفتند. قبل از حسن صباح، فاطمیان نیز دارالهجره‌هایی را در آفریقا بنا کرده‌بودند. دارالهجره‌های صباح در الموت، قهستان، شاهدژ، گردکوه، لمسر، اصفهان و… بود. 

سراسرنمایی از قلعه قائن

 در هر شهر یک مأمن مخصوص برای اسماعیلیان وجود داشت، که مکانی برای استقرار گروه‌های مسلح مخالف سلجوقیان بود. این‌ها کلید قلعه‌ها را به صورت پایگاه دفاعی به دست می‌آوردند، یا امرای سلجوقی که خواهان حمایت از اسماعیلیان بودند، را به آن‌ها معرفی می‌کردند. این قلعه‌ها به شکل پادگان درآمده بود؛ یعنی لشکر اسماعیلی تحت امر فرماندهان خود بود و اسماعیلیان به وسیلهٔ همین فرماندهان با سلجوقیان ارتباط داشتند و در صورت نیاز، حاضر می‌شدند پادگان نظامی خود را به امیران سلجوقی تسلیم کنند. تسلیم به این معنی بود که قسمتی از مالیات ارضی خود را به سلجوقیان بدهند، یا در جنگ‌ها سربازان آن‌ها را تأمین کنند، تا بدین طریق موقعیت خود را حفظ کنند. وفاداری و عضویت در گروه اسماعیلیه، مخفیانه شکل می‌گرفت و فقط رهبران عمومی، آن هم با شایعات مردم شناخته می‌شدند. الگوی این قیام با زمان هماهنگ بود؛ پس از مرگ ملکشاه، حاکم توانای دیگری نبود و سرزمین‌های تحت حاکمیت آن‌ها حتی پیش از مرگ ملکشاه، تحت تسلط امرای پادگان‌ها درآمد. ساختار اجتماعی شهرها در آن زمان به شکلی بود که قدرت در دست قضات و علما قرار داشت و به ندرت پیش می‌آمد که لشکر منظم آن‌ها هدفی برای تصرف نواحی مختلف داشته باشد؛ یعنی این که به تسلیم یک ناحیه منجر شود.

### فدائیان
حسن صباح به تربیت گروهی از جان برکفان نهضت پرداخت که در تاریخ به عنوان فدائیان شناخته شدند. این افراد از عوامل مهم در پیشبرد این نهضت بودند، که برای پیروزی نهضت، هر کاری می‌کردند و می‌توانستند در برابر نیروهای نظامی بسیار، با قتل رهبران دینی و نظامی آنان پیروز شوند. فدائیان از نظر مخالفان اسماعیلیه آدم‌کش‌های متعصبی بودند که جنایتی بزرگ را علیه دین و اجتماع آغاز کرده‌بودند؛ اما بنابر آنچه خلعتبری نقل می‌کند، فدائیان معتقد بودند، با انجام فرمان‌ها به دستور پیشوای خود عمل کرده، کار نیکی انجام داده و در نهایت وارد بهشت می‌شوند. بی‌محابا بودن آن‌ها باعث شد در رابطه با عمل آن‌ها در تاریخ افسانه‌سازی شود. به خاطر وحشت عمومی، عده‌ای از اسماعیلیان را با القابی همچون باطنیه «مردان باطن، معنی باطنی متون»، ملاحده «کفار» و در سوریه نیز حشاشیه «استفاده‌کننده از حشیش» خطاب می‌کردند. صلیبی‌ها از این نام، واژهٔ (به انگلیسی: Assassin) را ساختند که به معنی آدم‌کش است؛ این اسم برای اسماعیلیان نزاری به کار می‌رفت و پس از آن برای کسانی که مرتکب قتل‌های عمومی می‌شدند، مورد استفاده قرار گرفت. هانری کوربن معتقد است، افسانه‌هایی که در مورد فدائیان شکل گرفته، به دلیل خیال‌پردازی‌های صلیبیان و مارکوپولو است. در قرن ۱۹ م، جوزف فون هامر اعمالی را به اسماعیلیان نسبت داد، که اروپائیان به فراماسون‌ها نسبت می‌دادند؛ در نتیجه در ۱۸۱۸ م، «کتاب تاریخ آدمکشان» نوشته‌شد و در ۱۸۳۸ م، س. دساسی نیز «کتاب شرح دیانت دروزیان» را نوشت و سعی کرد واژهٔ آدمکشان (Assassin) را مشتق شده از واژهٔ حشاشین نشان دهد. به نظر هانری، این مسائل ناشی از تعصبی است که عده‌ای گرفتار آن هستند و قصد دارند اقلیت‌های دینی و فلسفی را به بدترین موارد اخلاقی متهم کنند و اینچنین است که خاورشناسان باعث تبلیغات تند ضد اسماعیلی شده‌اند.
رسول جعفریان بیان می‌کند، که فدائیان در زمان حسن صباح، ۴۸ نفر را با دشنه‌های خود در برابر دیگران به قتل رساندند، تا جلوهٔ بیشتری داشته باشد. صباح در امر ترور به روشی روی آورد که غلات، خوارج، شیعه، صلیبیان و خود سلجوقیان نیز آن را به کار می‌بردند، اما این سیاست را به شکلی اغراق‌آمیز به اسماعیلیه ایران و شام نسبت دادند و به همین خاطر، هر قتلی که در سرزمین‌های مرکزی اسلام رخ می‌داد، به فدائیان اسماعیلی نسبت داده‌می‌شد.
در ۴۶۸ ه‍.ق / ۱۰۹۳ م شایعه شد، که زوجی در اصفهان جوانان را اغوا می‌کنند و آنان را درون کوچه‌ای طویل و باریک می‌کشانند، به این بهانه که نابینا هستند و توان پیمودن راه را ندارند. پس جوانان آنان را تا خانه‌شان راهنمایی می‌کردند و سپس در همان خانه، با وسایل شکنجه توسط آن زوج به قتل می‌رسیدند. مردم می‌گفتند این افراد اسماعیلی هستند و با این اتهام، آن زوج را به همراه کسانی که به همدستی با آن‌ها متهم شده‌بودند، زنده زنده در آتش سوزاندند.
اسماعیلیان در راه تحقق اهداف معینی در زمینهٔ سیاسی و نظامی از وجود فدائیان بهره می‌بردند. در مواقعی که قدرت و امکانات فردی یکی از مقامات به درجه‌ای می‌رسید که به هیچ طریق، توان غلبه بر وی وجود نداشت و علاوه بر آن، این فرد در رتبه‌ای بود که به تحرکات و جریان‌های یک منطقه جهتی می‌داد که برخلاف میل اسماعیلیان بود، آنان به قتل این شخص از طریق فدائیان روی می‌آوردند تا به وسیلهٔ حذف شخصیت موردنظر، موتور جنبش ضد اسماعیلی در منطقه را متوقف کرده و به عبارت دیگر با حذف رأس هرم، سیستم متحرکهٔ ضد خود را متلاشی سازند چرا که دیگر تعهدی در میان نخواهدبود. به عنوان مثال آنان از این روش در جهت جلوگیری از حمله به قهستان استفاده کردند و با قتل ملکشاه سلجوقی عملاً لشکرکشی به آن ناحیه را پایان بخشیدند زیرا در نظر آنان عامل اصلی حمله به قهستان، نه دولت بلکه شخص ملکشاه بود. آنان پس از مدتی به استفادهٔ منظم از این روش در برابر دشمنان خود به خصوص اشخاص معروف روی آوردند اما اوقاتی نیز اتفاق می‌افتاد که به این حربه متوسل نمی‌شدند. اما اشتهار آنان به این عمل موجب گشت که بسیاری از بزرگان سنی به اقدامات احتیاط‌آمیزی همچون پوشیدن زره در زیر لباس اقدام کنند. فدائیانی که انجام این اعمال را بر عده داشتند، از احترام خاصی برخوردار بودند و در صورت کشته شدن در حین مأموریت خویش، همچون دیگر مسلمانان، از واژهٔ شهید برای آنان استفاده می‌شد.
صباح هیچگاه حملهٔ گسترده‌ای را علیه سلجوقیان آغاز نکرد، مگر زمانی که قصد اجرای ضد حمله داشت. ضدحمله‌ها در اواخر حکومت ملکشاه، برکیارق و محمد تپر باعث شد، فشار نیروهای سلجوقی تاحدی کم شود. صباح در تمام این دوران سعی می‌کرد با اقامت در قلعه‌ها، پیروان خود را با شیوه‌های صحیح هدایت کند و جز آموزه‌های دینی، سفارش‌های سیاسی و اجتماعی را نیز به آن‌ها آموزش دهد. با به‌کارگیری این شیوه‌ها، صباح موفق شد از هستهٔ مرکزی خلافت فاطمی جدا شود و در دستگاه سلجوقی نیز رخنه کند و هر دو را در خطری جدی قرار دهد.

## ویژگی‌های شخصیتی صباح
حسن صباح موفق شد دعوت و دولت نزاریه را در ایران بنیان‌گذاری و در آن دوران پرآشوب، رهبری کند. وی متکلم، ستاره‌شناس، فیلسوف، مدبر و مسلط به ریاضی، به ویژه «هندسه»، بود. صباح به امور نظامی و سیاسی آگاهی داشت و به‌خوبی آن‌ها را به انجام می‌رساند؛ او در سیاست رقیب بزرگی به‌شمار می‌آمد. وی عالمی آگاه، محققی ماهر، خطیبی نافذ و پیشوایی تأثیرگذار بود؛ به شکلی که زندگی زاهدانه وی سرمشق دیگر نزاریان شده‌بود؛ نزاریان بسیار به او علاقه داشتند و صباح را «سیدنا» می‌خواندند. صباح به زبان لاتین و یونانی آگاهی داشت. وی بیش از سی سال در الموت ساکن بود؛ گفته‌شده هیچ‌گاه از آن بیرون نیامده است و تنها دو بار از اتاق خود به پشت‌بام رفته و همواره در حال مطالعه، ادارهٔ دولت و کتابت تعالیم اسماعیلیه نزاری بوده است. ولی شک بسیاری بر این عزلت‌نشینی وارد است، زیرا صباح، اسماعیلیه را در ایران و سوریه گسترش داد.
وی کتاب‌خانهٔ بزرگی در الموت ساخت، که شامل موضوعاتی در رابطه با سنت‌های دینی گوناگون، متن‌های علمی، فلسفی و تجهیزات علمی بوده است، که تا حملهٔ مغول پابرجا بود. صباح زبان فارسی را، زبان مقدس نزاری‌ها اعلام کرد؛ این تصمیم باعث شد، که برای چندین سده، همهٔ متن‌های اسماعیلیه نزاری در ایران، افغانستان، سوریه و آسیای مرکزی، به فارسی رونویسی شود و افزون بر به چالش کشیدن مشروعیت زبانی دستگاه خلافت، فرصت مناسبی برای بیان احساسات ملی ایرانی به وجود آید؛ البته پیشینهٔ آن در نزد اسماعیلیان ایران به دوران ناصر خسرو قبادیانی می‌رسید. صباح نسبت به دستورهای شریعت بسیار حساس بود و با دوست و دشمن یکسان سخت‌گیری می‌کرد. از این رو دو پسر خود را به قتل رساند؛ یکی برای قتل داعی حسین قائنی محکوم شد که پس از آن مشخص شد ادعایی کذب بوده و پسرش هیچ دخالتی در این ماجرا نداشته است و دیگری که محمد نام داشت، به جرم نوشیدن شراب به قتل رسید. وی همچنین شخصی که در قلعه نی نواخته بود، را بیرون کرد و بعد از آن هرگز اجازهٔ ورود به او نداد. صباح به امر معروف و نهی از منکر بسیار اهمیت می‌داد.
صباح به رغم شکست‌های مختلفی که تجربه کرد، هیچگاه دست از کوشش برنداشت و به هدف خود که تشکیل دولت و مبارزه با سلطهٔ سلجوقیان بود، هر روز نزدیک‌تر شد. مارکوپولو در سفرنامهٔ خود، از معادل سوریه‌ای «شیخ الجبل» برای معرفی حسن صباح در اروپا استفاده می‌کند و او را آدم حقه‌بازی می‌داند، که با طراحی نقشه‌ها، مردهای جوان را به نزد خود می‌کشاند. یک نسخه خطی چینی که در ۱۲۶۳ تکمیل شد نیز روایتی شبیه به روایت مارکوپولو را بیان می‌کند.

## تألیفات
آیین اسماعیلی در قاهره تحول پیدا کرد و داعیان و سایر مقامات در خصوص تعلیم و تعالیم توده‌ای در آن نقش داشتند. معارف جدیدی در رابطه با این نهضت شکل گرفت، که قابل مقایسه با معارف کهن نبود. این مسئله به معنای ایجاد سیستم جدیدی نبود، بلکه به معنای تغییر و تحول آیین جاافتادهٔ قبلی اسماعیلیان، آیین تعلیم، بوده است. سنی مذهبان که با نهضت اسماعیلی آشنا بودند، این آیین را تئوری اصلی اسماعیلیان می‌دانستند و نوشته‌های اسماعیلی نیز نشان از آیینی است، که با زمان قیام پیوند داشته است. این آیین را به حسن صباح منسوب کرده‌اند، که طی یک رسالهٔ کلامی- فارسی به نام «فصول اربعه»، آن را شرح داده است؛ شهرستانی نیز این کتاب را تلخیص کرده، اما نمی‌توان گفت که او به تنهایی آن را متحول کرده است؛ مثلاً در آن زمان عبدالملک عطاش هم از لحاظ فکری فعال بوده و در برههٔ مطرح شدن این آیین، او نیز از صباح مهم‌تر بوده است، اما نوشته‌ای از او باقی نمانده است.
«سیدنا» کتاب دیگری است که توسط مؤلفی ناشناس در هفت باب در رابطه با فرقهٔ اسماعیلیه و حسن صباح نوشته شده است. مورخان در آغاز عقیده داشتند، قسمت مقدمهٔ این کتاب به دست صباح به رشته تحریر درآمده، اما با توجه به قدمت کتاب که مربوط به ۸۰ سال پس از مرگ اوست، این احتمال رد شده است.

## آرای حسن صباح
شیعیان معتقد بودند، سنیان واقعیت‌های مذهبی، به خصوص شریعت را از دیدگاه خود تفسیر کرده‌اند؛ آن‌ها پس از درگذشت محمد، ابوبکر را به جانشینی او برگزیدند، اما درک شیعه از واقعیت‌های مذهبی و شریعت بر اساس تعالیمِ ائمه واقعی بود؛ یعنی کسانی که با تأیید الهی انتخاب می‌شدند. آن‌ها معتقد بودند، علی از جانب خدا به عنوان جانشین انتخاب شده است. پس شیعیان در برابر تعبیر و تفسیر خودسرانهٔ سنیان، آیین ویژهٔ خود را ایجاد کردندٔ که براساس این آیینٔ مرجعیت معارف (تعلیم) را باید بر عهدهٔ ائمهٔ علوی گذاشت. حسن صباح در این رابطه چنین بیان می‌کند:
1. آیا مردم برای درک واقعیت غایی[پ] نیازمند معلم هستند یا خیر؟ اگر نیازمند معلم نباشند، پس نمی‌توانند نظریات یک نفر را بر نظریات یک نفر دیگر ترجیح دهند. چون این، مسئلهٔ پذیرفتن مرجعیت یک نفر در خصوص این ارجعیت است. این اصل موقعیت مسلمانان را در برابر فیلسوفان که نیاز به هر مرجعیتی را انکار می‌کردند، محکم کرد.[۱۲۳][۱۲۴]
2. آیا نیاز است که معلم دارای مرجعیت باشد یا این که هر معلمی توان انجام این کار را دارد؟ اگر هر معلمی می‌تواند این کار را انجام دهد، پس وضع ما بدتر از قبل می‌شود، چون زمینه‌ای برای ترجیح معلمی بر معلم دیگر نداریم. با این اصل، تأکید شیعیان در رابطه با تعلیم در مقابل سنیان تثبیت می‌شد؛ زیرا سنی‌ها در هر نسل باید متکی به گروهی از علما می‌شدند، که هیچ‌کدام از آن‌ها از نظر ارثی مرجعیتی بر دیگری نداشت.[۱۲۵]
3. اصل سوم حسن صباح، اصلی بود که تضعیف خود شیعیان را به دنبال داشت. چه مرجعیت یک عالم ثابت می‌شد و چه معلم به عنوان یک نفر مرجع پذیرفته‌می‌شد؛ مسئله‌ای به وجود می‌آمد که کدام یک از آن‌ها موقعیت قبلی ما را تعیین می‌کرد یا کدام مرجعیت بالاخره مورد اثبات قرار می‌گرفت؟[۱۲۶][۱۲۷]
4. حسن صباح در چهارمین اصل نشان داد، که چگونه مرجعیت معلم نهایی توسط دانش او قابل شناخت است. تمام دانش‌ها نیازمند تقابل دو عامل متضاد است، که تنها از این راه و به کمک یکدیگر می‌توان آن‌ها را شناخت؛ مثلاً «واجب ارسطویی» را تنها در تقابل با یک چیزِ ممکن می‌توان تصور کرد و ممکن در تقابل با چیزی که واجب است، پس هیچ‌یک بدون دیگری قابل شناخت نیست. در عبارت (لا اله الا الله) خدا در مقایسه با خدایان متعدد دیگر قابل تصور است و ابطال این خدایان را تنها با وجود «الله» می‌توان درک کرد. عبارت (لا اله الا الله) نیز بدون (محمدا رسول‌الله) کامل نیست و توحید را تنها می‌توان از طریق وحی پیامبر درک کرد، که عقیده به نبوت و اعتقاد به خدا را دنبال دارد. این اصل یعنی پیوند بین افرادی که خواهان شناخت هستند و معلم مرجعی که باید او را کشف کنند. اگر فرد، استدلال و احتیاج را دنبال کند، وی به همان بن‌بست قضیهٔ سوم می‌رسد؛ یعنی عقل موفق نخواهد شد حقیقت غایی را کشف کند و حتی نمی‌تواند تشخیص دهد کدام تعلیم را به کار گیرد و از سمت دیگر معلم نهایی نمی‌تواند با توسل به هر دلیلی دعوت خود را اثبات کند و در این شرایط باید از معلم نهایی بودن دست بکشد. اما اگر استدلال افراد و معلم غایی جمع شود، می‌توانند معماهای یکدیگر را حل کنند. استدلال فرد نیازش به امام را نشان می‌دهد، پس می‌توان گفت هنگامی که عقل به این درجه رسد، امام می‌تواند خود را در این مقام معرفی کند.[۱۲۸]

امام راستین، امامی است که برای اثبات خود نیازی به دلایل خارجی و عارضی نداشته‌باشد، بلکه وجودش به عنوان برآوردهٔ این نیازها کفایت کند. این تعلیم، موقعیت امام را نشأت گرفته از مقام پیامبر نمی‌دانست، بلکه نبوت را حاصل مقام امام می‌دانست؛ به این ترتیب آموزهٔ اسماعیلی، مستقل از دیگر آموزه‌های جامعه و دقت آن منطبق با جنبشی در حال قیام بوده است. می‌توان گفت تکیهٔ این آموزه بر قیام بود نه بر هدفی که جنبش وسیله‌ای برای آن به حساب می‌آمد. تعدادی از منتقدان می‌گویند معلم نهایی چیزی جز صلاحیت خود را آموزش نمی‌داده، اما برای مردم در حال طغیان دقیقاً همین وفاداری به امام که وفاداری به قیام بود، اهمیت داشته است. زمانی که افراد درگیر جنبش شدند، مجالی برای اندیشیدن به اختلافات یا پرسش‌های مابینشان نداشتند و در واقع همین آموزهٔ تعلیم حسن صباح بود که توانست آن‌ها را از تفرقه دور کند و وحدت بخشد.

## رشد فرهنگی در دوران حسن صباح
رشد و شکوفایی علم و ادب در هر دوره به نظر حاکمان بستگی دارد. نزاریان ایران بیش از هشت دهه بود که جنبش سیاسی، اجتماعی و فرهنگی خود را به رهبری حسن صباح آغاز کرده‌بودند. کانون‌های بسیاری در پی شکل‌گیری قدرت‌های محلی پدید آمد و آنان دربار حاکمان را به محلی برای فعالیت‌های روشن‌اندیشانه تبدیل کردند. این کانون‌ها در اصفهان، ری، شیراز و همدان پراکنده بود و فعالیت گروه‌های مختلف، از جمله حنفی و اسماعیلی را ممکن ساخت. در این دوران، کتاب‌خانه‌ها و دارالعلم‌های بسیاری تشکیل شد که کتابداران آن از فرهیختگان بودند و این امر باعث شد دانشمندان مختلف برای جلوگیری از نابودی کتاب‌هایشان، آن‌ها را به کتاب‌خانه و دارالعلم‌ها اهدا کنند.
دستورالمنجمین از نسخه‌های نجات یافته الموت است، که به دلیل دقت و امانت‌داری نویسندهٔ ناشناس، در ذکر منابع و نام مؤلفان کتب موجود در الموت اهمیت بسیاری دارد. نویسندهٔ این اثر، از اتباع حسن صباح بوده، که بین سال‌های ۴۸۷_۵۱۳ ه‍.ق آن را نوشته است.

## منبع‌شناسی

### نگرش و جهت‌گیری منابع پیرامون اسماعیلیان
پژوهشگران تاریخ اسماعیلیه در مسیر شناخت آنان، با شرایطی روبرو هستند که برای پژوهشگران سایر سلسله‌های پادشاهی ناشناخته است، زیرا تمامی سالشمارهای اسماعیلی در طول تاریخ دستخوش تغییرات گوناگونی قرار گرفته‌اند و پژوهشگران در این زمینه باید به سالنامه‌نویسان سنی مذهبی متکی باشند که دشمنی با اسماعیلیان را پیشهٔ خویش ساخته و چشمانشان را بر تحولات جامعهٔ اسماعیلی بسته بودند. اگرچه در این میان استثنایی همچون رشیدالدین فضل‌الله وجود دارد که از جهت‌گیری و غرض‌ورزی دوری گزید و با در پیش گرفتن انصاف، حتی شالودهٔ مطالب خویش پیرامون آنان را بر اطلاعات موجود در سالنامه‌های اسماعیلی استوار کرد. به عبارت دیگر، دشمنی وقایع‌نگاران با این گروه، همچون سدی در برابر آگاهی محققان امروزی قرار گرفته است و منجر به عدم تسلط و شناخت بر نهادها و پیش‌فرض‌های فکری اسماعیلیان گشته است. برای آگاهی از اوضاع جاری در میان مسلمانان سنی مذهب، به منبع گسترده‌ای از منابع و آثار به‌جای مانده دسترسی داریم که متأثر از سنت و تواتر فرهنگی سنیان است، اما سنت اسماعیلی تنها قادر به ضبط مقدار اندکی از نوشته‌های ادوار گذشته در گذر زمان شده است، که دایرهٔ آن، محدود به چند کتاب و رسالهٔ تعلیمی می‌شود. این شرایط موجب شده که حتی در مواقعی که بر تاریخ یک رویداد مشخص به همراه سیما و نشانه‌های آن وقوف داریم، قادر به درک و معنا کاوی آن در قالب اسماعیلی نباشیم. آشنایی اولیهٔ جهان غرب با اسماعیلیان نیز بر روایت‌ها و تفاسیر جنگجویان صلیبی و سنی مذهبان استوار بود، که منجر به شکل‌گیری تصویری منفی از اسماعیلیان شد. تصویری که نمایانگر فرقهٔ آدمکشانی بود که شرارت و دژخویی از صفاتشان بود و تحت رهبری پیر کوهستان که رییسی مرموز اما بلند همت و قدرتمند بود و وفاداری به وی، منش و خصلت انسانی را از یاد برده‌بودند. اما دیگر بر این زاویهٔ دید نمی‌توان تکیه کرد و آن را جدی گرفت، زیرا زمانی که به تحقیق و تفحص در اسناد اسماعیلی به‌جای مانده می‌پردازیم و از زاویه‌ای انتقادی به سالنامه‌ها می‌نگریم، هویت پیش‌ساخته و افسانه‌ای تصویر مذکور بر ما آشکار می‌گردد. اگرچه لازم است ذکر شود که حتی وقایعی که با بهره‌گیری از این منابع، پیش روی مخاطب قرار می‌گیرد، باعث شگفتی بوده و رنگی افسانه‌ای دارد. واقعیتی به رنگ افسانه که در آن روستانشینان و تهیدستان با تکیه بر تفکری که در مواجهه با عالم اسلام در اقلیت است و استواری بر اندیشه‌ها و خیالات و اهداف بلند خویش، دهه‌ها در برابر سیل فشارها و تهاجمات از تمامی قلمرو اسلامی مقاومت کردند و تفکرات خویش را همواره بازسازی نمودند. تصویری که منابع از حسن صباح ارائه می‌کنند، وی را برتر از رهبری عادی به تصویر می‌کشد که شخصیتش برای دیگر اسماعیلیان الهام‌بخش بوده است، به نحوی که سرسختی و مقاومت را با قاطعیت و به وسیلهٔ تکیه بر شخصیت رهبرشان، پیشهٔ خویش ساخته‌بودند. پیرامون شخصیت صباح نیز اسناد و مدارک نسبتاً دقیقی در دست می‌باشد.